# Cleopatra V
Cleopatra V Trifena —en griego antiguo: Κλεοπάτρα Τρύφαινα— (c. 95 a. C.-c. 69/68 o c. 57 a. C.) fue una reina corregente de la dinastía ptolemaica del antiguo Egipto. Es la única esposa de Ptolomeo XII de la que se tiene constancia. Su única hija conocida es Berenice IV, aunque probablemente también fue la madre de Cleopatra VII. Algunos historiadores creen que Cleopatra V y Cleopatra VI podrían ser la misma persona.

## Ascendencia y matrimonio
Debido a escasez de fuentes primarias Cleopatra V es un miembro muy poco conocido de la dinastía ptolemaica. Solo se conocen unos pocos hechos comprobados sobre ella y muchos aspectos de su vida son objeto de teorías controvertidas. En todas las fuentes antiguas conocidas se le da el nombre de ‘Trifena’ y puede que llevase este nombre antes de acceder al trono cuando asumió el tradicional nombre real de ‘Cleopatra’.
En algunas fuentes, Cleopatra Trifena, esposa de Ptolomeo XII, es conocida como Cleopatra VI.Dodson y Hilton (2004, pp. 268-269, 273) El historiador alemán de la Edad Antigua Werner Huß se refiere a ella como ‘Cleopatra VII Trifena’.
No hay registros del parentesco de Cleopatra V. Puede haber sido hija ilegítima de Ptolomeo IX Látiro o hija legítima de Ptolomeo X Alejandro I. Se menciona que en el año 88 a. C., Ptolomeo X huyó de Egipto con su esposa Berenice III y su hija. Cleopatra Trifena podría ser esta hija de la que no se menciona su nombre.
Cleopatra V se menciona por primera vez en 79 a. C. en dos papiros. Uno de estos papiros data del 17 de enero del 79 a. C.; en ese año se casó con Ptolomeo XII, rey de Egipto. Recibieron culto divino como theoí Philopátores kai Philádelphoi (dioses amantes de padre, hermano y hermana). Entre los títulos egipcios de Cleopatra, que se encuentran principalmente en Edfu y File, están Hija de Ra, Mujer Gobernante y Señora de dos Tierras.

## Muerte e identidad
No está claro cuánto vivió Cleopatra V ni con que menciones a Cleopatra Trifena en el registro histórico debe ser identificada, ya que la numeración utilizada para distinguir a los Ptolomeos es una creación moderna. Tampoco se conoce una titulatura real sobre ella. Cleopatra V Trifena se desvanece alrededor del nacimiento de Cleopatra VII (69 a. C.): su nombre comienza a desaparecer de los monumentos y papiros, incluso hay un papiro de Ptolomeo XII de 69 a. C. que no la menciona, aunque cabría esperarse que lo hiciese de haber estado aún con vida.
Existen indicios de que pudo haber muerto en el año 69 a. C., quizás durante el parto o haber sido asesinada. Si realmente hubiera muerto tan pronto, entonces la Cleopatra Trifena que se menciona (tras la expulsión de Ptolomeo XII) como cogobernante de Egipto junto con Berenice IV en 58 y 57 a. C., y que falleció alrededor del año 57 a. C., debe de ser su hija, que ha sido numerada por algunos historiadores como Cleopatra VI Trifena, opción apoyada por el filósofo griego Porfirio.
Por otra parte, hay una dedicatoria en el Templo de Edfu del 5 de diciembre de 57 a. C. que inscribe el nombre de Cleopatra Trifena junto con el de Ptolomeo XII (que, sin embargo, no estaba presente en Egipto en ese momento), lo que significaría que se trataría más de una esposa que de una hija y sería improbable que la esposa de Ptolomeo XII realmente hubiera muerto ya doce años antes. Por lo tanto, algunos historiadores modernos como Huß (2001, p. 679) consideran que Cleopatra V es la misma persona que Cleopatra VI Trifena y que vivió hasta el año 57 a. C. aproximadamente. Esto concuerda con el relato de Estrabón, quien afirma que Ptolomeo XII solo tuvo tres hijas; éstas podrían ser identificadas de manera fiable como Berenice IV, Cleopatra VII y Arsínoe IV, de modo que no hay lugar para una Cleopatra VI. Werner Huß cree que en el año 69 a. C. surgieron disputas entre Cleopatra V y Ptolomeo XII y que como resultado de estos enfrentamientos Cleopatra V cayó en desgracia y se vio obligada a renunciar a su cargo.
Cleopatra V probablemente fue la madre de Cleopatra VII. Michael Grant llega a la conclusión de que  sostiene que «en términos generales» parece muy probable que fuera la madre de Cleopatra VII, señalando que si Cleopatra hubiera sido ilegítima, sus «numerosos enemigos romanos se lo habrían revelado a todo el mundo.» y continúa diciendo que debemos descartar la hipótesis de que Cleopatra VII fue concebida por la segunda esposa de Ptolomeo XII mientras Cleopatra V estaba en escena y que si esta segunda esposa desconocida hubiera sido la madre de Cleopatra VII y más tarde se hubiera convertido en «reina legitimada», Cleopatra VII aún se hubiese seguido considerando como un bastardo y que «a sus adversarios de la época de romana no se les habría escapado este dato de su vida».Grant (1972, p. 4) Duane W. Roller especula que Cleopatra VII podría haber sido hija de una mujer medio grocomacedonia, medio egipcia, perteneciente a una familia de sacerdotes consagrados a Ptah y que era «solo técnicamente ilegítima» (sin embargo, sostiene que cualquiera que fuera la ascendencia de Cleopatra VII, valoraba en mayor medida su herencia griega ptolemaica), pero señala que si esta mujer desconocida no fuera la madre de Cleopatra VII, entonces lo sería Cleopatra V. Parte de su argumento se basa en la mención de Estrabón de que Ptolomeo XII sólo tuvo tres hijas, de las que Berenice fue la única legítima. Pero como señala Grant, la cuestión de su ilegitimidad no está entre los numerosos ataques de sus detractores romanos y solo se menciona en una declaración casual de Estrabón.
La mayoría de los expertos están de acuerdo en que Berenice IV era hija de Cleopatra V, y otra esposa de Ptolomeo XII puede haber sido la madre de los hermanos menores de Cleopatra VII, es decir, Arsínoe IV, Ptolomeo XIII Teos Filopátor y Ptolomeo XIV Teos Filopátor II. Sin embargo, Christopher Bennett piensa que Cleopatra V fue la madre de todos los hijos conocidos de Ptolomeo XII.

## Linaje
|  |                                                   |  |  |  |  |  |  |  |  |  |  |  |  |  |  |  |
|  | 16. Ptolomeo IV Filopátor                         |  |  |  |  |  |  |  |  |  |  |  |  |  |  |  |
|  |                                                   |  |  |  |  |  |  |  |  |  |  |  |  |  |  |  |
|  |                                                   |  |  |  |  |  |  |  |  |  |  |  |  |  |  |  |
|  | 8. Ptolomeo V Epífanes                            |  |  |  |  |  |  |  |  |  |  |  |  |  |  |  |
|  |                                                   |  |  |  |  |  |  |  |  |  |  |  |  |  |  |  |
|  |                                                   |  |  |  |  |  |  |  |  |  |  |  |  |  |  |  |
|  | 17. Arsínoe III (hermana de N.º 16)               |  |  |  |  |  |  |  |  |  |  |  |  |  |  |  |
|  |                                                   |  |  |  |  |  |  |  |  |  |  |  |  |  |  |  |
|  |                                                   |  |  |  |  |  |  |  |  |  |  |  |  |  |  |  |
|  | 4. Ptolomeo VIII Fiscón                           |  |  |  |  |  |  |  |  |  |  |  |  |  |  |  |
|  |                                                   |  |  |  |  |  |  |  |  |  |  |  |  |  |  |  |
|  |                                                   |  |  |  |  |  |  |  |  |  |  |  |  |  |  |  |
|  | 18. Antíoco III el Grande                         |  |  |  |  |  |  |  |  |  |  |  |  |  |  |  |
|  |                                                   |  |  |  |  |  |  |  |  |  |  |  |  |  |  |  |
|  |                                                   |  |  |  |  |  |  |  |  |  |  |  |  |  |  |  |
|  | 9. Cleopatra I Sira                               |  |  |  |  |  |  |  |  |  |  |  |  |  |  |  |
|  |                                                   |  |  |  |  |  |  |  |  |  |  |  |  |  |  |  |
|  |                                                   |  |  |  |  |  |  |  |  |  |  |  |  |  |  |  |
|  | 19. Laódice III (primo hermano materno de N.º 18) |  |  |  |  |  |  |  |  |  |  |  |  |  |  |  |
|  |                                                   |  |  |  |  |  |  |  |  |  |  |  |  |  |  |  |
|  |                                                   |  |  |  |  |  |  |  |  |  |  |  |  |  |  |  |
|  | 2. Ptolomeo X Alejandro I                         |  |  |  |  |  |  |  |  |  |  |  |  |  |  |  |
|  |                                                   |  |  |  |  |  |  |  |  |  |  |  |  |  |  |  |
|  |                                                   |  |  |  |  |  |  |  |  |  |  |  |  |  |  |  |
|  | 20. =8. Ptolomeo V Epífanes                       |  |  |  |  |  |  |  |  |  |  |  |  |  |  |  |
|  |                                                   |  |  |  |  |  |  |  |  |  |  |  |  |  |  |  |
|  |                                                   |  |  |  |  |  |  |  |  |  |  |  |  |  |  |  |
|  | 10. Ptolomeo VI Filométor                         |  |  |  |  |  |  |  |  |  |  |  |  |  |  |  |
|  |                                                   |  |  |  |  |  |  |  |  |  |  |  |  |  |  |  |
|  |                                                   |  |  |  |  |  |  |  |  |  |  |  |  |  |  |  |
|  | 21. =9. Cleopatra I Sira                          |  |  |  |  |  |  |  |  |  |  |  |  |  |  |  |
|  |                                                   |  |  |  |  |  |  |  |  |  |  |  |  |  |  |  |
|  |                                                   |  |  |  |  |  |  |  |  |  |  |  |  |  |  |  |
|  | 5. Cleopatra III                                  |  |  |  |  |  |  |  |  |  |  |  |  |  |  |  |
|  |                                                   |  |  |  |  |  |  |  |  |  |  |  |  |  |  |  |
|  |                                                   |  |  |  |  |  |  |  |  |  |  |  |  |  |  |  |
|  | 22. =8/20. Ptolomeo V Epífanes                    |  |  |  |  |  |  |  |  |  |  |  |  |  |  |  |
|  |                                                   |  |  |  |  |  |  |  |  |  |  |  |  |  |  |  |
|  |                                                   |  |  |  |  |  |  |  |  |  |  |  |  |  |  |  |
|  | 11. Cleopatra II                                  |  |  |  |  |  |  |  |  |  |  |  |  |  |  |  |
|  |                                                   |  |  |  |  |  |  |  |  |  |  |  |  |  |  |  |
|  |                                                   |  |  |  |  |  |  |  |  |  |  |  |  |  |  |  |
|  | 23. =9/21. Cleopatra I Sira                       |  |  |  |  |  |  |  |  |  |  |  |  |  |  |  |
|  |                                                   |  |  |  |  |  |  |  |  |  |  |  |  |  |  |  |
|  |                                                   |  |  |  |  |  |  |  |  |  |  |  |  |  |  |  |
|  | 1. Cleopatra V de Egipto                          |  |  |  |  |  |  |  |  |  |  |  |  |  |  |  |
|  |                                                   |  |  |  |  |  |  |  |  |  |  |  |  |  |  |  |
|  |                                                   |  |  |  |  |  |  |  |  |  |  |  |  |  |  |  |
|  | 24. =8/20/22. Ptolomeo V Epífanes                 |  |  |  |  |  |  |  |  |  |  |  |  |  |  |  |
|  |                                                   |  |  |  |  |  |  |  |  |  |  |  |  |  |  |  |
|  |                                                   |  |  |  |  |  |  |  |  |  |  |  |  |  |  |  |
|  | 12. =4. Ptolomeo VIII Fiscón                      |  |  |  |  |  |  |  |  |  |  |  |  |  |  |  |
|  |                                                   |  |  |  |  |  |  |  |  |  |  |  |  |  |  |  |
|  |                                                   |  |  |  |  |  |  |  |  |  |  |  |  |  |  |  |
|  | 25. =9/21/23. Cleopatra I Sira                    |  |  |  |  |  |  |  |  |  |  |  |  |  |  |  |
|  |                                                   |  |  |  |  |  |  |  |  |  |  |  |  |  |  |  |
|  |                                                   |  |  |  |  |  |  |  |  |  |  |  |  |  |  |  |
|  | 6. Ptolomeo IX Látiro                             |  |  |  |  |  |  |  |  |  |  |  |  |  |  |  |
|  |                                                   |  |  |  |  |  |  |  |  |  |  |  |  |  |  |  |
|  |                                                   |  |  |  |  |  |  |  |  |  |  |  |  |  |  |  |
|  | 26. =10. Ptolomeo VI Filométor                    |  |  |  |  |  |  |  |  |  |  |  |  |  |  |  |
|  |                                                   |  |  |  |  |  |  |  |  |  |  |  |  |  |  |  |
|  |                                                   |  |  |  |  |  |  |  |  |  |  |  |  |  |  |  |
|  | 13. =5. Cleopatra III                             |  |  |  |  |  |  |  |  |  |  |  |  |  |  |  |
|  |                                                   |  |  |  |  |  |  |  |  |  |  |  |  |  |  |  |
|  |                                                   |  |  |  |  |  |  |  |  |  |  |  |  |  |  |  |
|  | 27. =11. Cleopatra II                             |  |  |  |  |  |  |  |  |  |  |  |  |  |  |  |
|  |                                                   |  |  |  |  |  |  |  |  |  |  |  |  |  |  |  |
|  |                                                   |  |  |  |  |  |  |  |  |  |  |  |  |  |  |  |
|  | 3. Berenice III                                   |  |  |  |  |  |  |  |  |  |  |  |  |  |  |  |
|  |                                                   |  |  |  |  |  |  |  |  |  |  |  |  |  |  |  |
|  |                                                   |  |  |  |  |  |  |  |  |  |  |  |  |  |  |  |
|  | 28. =8/20/22/24. Ptolomeo V Epífanes              |  |  |  |  |  |  |  |  |  |  |  |  |  |  |  |
|  |                                                   |  |  |  |  |  |  |  |  |  |  |  |  |  |  |  |
|  |                                                   |  |  |  |  |  |  |  |  |  |  |  |  |  |  |  |
|  | 14. =4/12. Ptolomeo VIII Fiscón                   |  |  |  |  |  |  |  |  |  |  |  |  |  |  |  |
|  |                                                   |  |  |  |  |  |  |  |  |  |  |  |  |  |  |  |
|  |                                                   |  |  |  |  |  |  |  |  |  |  |  |  |  |  |  |
|  | 29. =9/21/23/25. Cleopatra I Sira                 |  |  |  |  |  |  |  |  |  |  |  |  |  |  |  |
|  |                                                   |  |  |  |  |  |  |  |  |  |  |  |  |  |  |  |
|  |                                                   |  |  |  |  |  |  |  |  |  |  |  |  |  |  |  |
|  | 7. Cleopatra Selene I                             |  |  |  |  |  |  |  |  |  |  |  |  |  |  |  |
|  |                                                   |  |  |  |  |  |  |  |  |  |  |  |  |  |  |  |
|  |                                                   |  |  |  |  |  |  |  |  |  |  |  |  |  |  |  |
|  | 30. =10/26. Ptolomeo VI Filométor                 |  |  |  |  |  |  |  |  |  |  |  |  |  |  |  |
|  |                                                   |  |  |  |  |  |  |  |  |  |  |  |  |  |  |  |
|  |                                                   |  |  |  |  |  |  |  |  |  |  |  |  |  |  |  |
|  | 15. =5/13. Cleopatra III                          |  |  |  |  |  |  |  |  |  |  |  |  |  |  |  |
|  |                                                   |  |  |  |  |  |  |  |  |  |  |  |  |  |  |  |
|  |                                                   |  |  |  |  |  |  |  |  |  |  |  |  |  |  |  |
|  | 31. =11/27. Cleopatra II                          |  |  |  |  |  |  |  |  |  |  |  |  |  |  |  |
|  |                                                   |  |  |  |  |  |  |  |  |  |  |  |  |  |  |  |
|  |                                                   |  |  |  |  |  |  |  |  |  |  |  |  |  |  |  |